# Dar Sangre
Dar Sangre ist eine 2004 gegründete Metalcore-Band aus Buenos Aires, Argentinien.

## Geschichte
Die Gruppe entstand im Jahr 2004 aus dem Zusammenschluss mehrerer Bands, die in der argentinischen Undergroundszene bekannt waren. Die Musiker der Gruppe sind Matias Espinoza (Gesang), Pedro Badessich (Schlagzeug), der Bassist Ivan Resnik, sowie die beiden Gitarristen Juanchy Badessich und Federico Dimarco. Ramiro Arias war der erste Sänger der Band, bevor dieser durch Espinoza ersetzt wurde.
2005 erschien die erste CD, eine Demo mit 9 Titeln unter dem Namen Primeros Auxilios. Diese wurde komplett in Eigenregie aufgenommen und vertrieben. 2008 erschien mit Un Corazón Por Cada Ciudad das Debütalbum, ebenfalls mit 9 Titeln. Das Schlagzeugspiel wurde von Marti Canrrizo, einem Musiker der ehemaligen Band A.N.I.M.A.L., aufgenommen. Die restlichen Aufnahmen des Albums wurden von Javier Casas in den Infire Studios übernommen. Zu diesem Zeitpunkt wurde die Gruppe vom argentinischen Label Inmune Records unter Vertrag genommen.
Nachdem die Gruppe zum Indie-Label Vegan Records gewechselt waren, begannen die Aufnahmen an dem zweiten Album, welches 2011 unter dem Titel Imperios Por Derrumba erschien. Dieses Album wurde in den Unison-Studios von Gustavo Cerati produziert, sowie von Tue Madsen (arbeitete bereits mit Sick of It All, Dark Tranquillity und The Haunted zusammen) und Jacob Olsen im Ant Farm Studio in Dänemark gemastert. Zum Song Regreso wurde außerdem ein Musikvideo gedreht.
Dar Sangre spielte auf Konzerten bereits mit Szenegrößen wie Terror, It Dies Today und Throwdown aus den USA. Auch spielte die Band bereits mit Hatebreed, Comeback Kid, Silverstein und As I Lay Dying. Am 4. März 2012 startet die Imperios Por Derrumba Tour.

## Stil

### Musik
Die Band spielt modernen Metalcore, der von Melodic-Death-Metal-Bands der schwedischen Schule wie In Flames und Dark Tranquillity beeinflusst wird. Der Gesang wird von Screamings, Shouting und Growls dominiert. Cleaner Gesang kommt selten vor.

### Texte
Die Texte, die von den Musikern selbst verfasst werden, greifen hauptsächlich Beziehungen, innere Kämpfe (z.B: Depressionen, Liebeskummer) und Poesie auf. Die Texte der Band wurden bisher allesamt auf Spanisch verfasst.

## Diskografie

### Demos
- 2005: Primeros Auxilios

### Alben
- 2008: Un Corazón Por Cada Ciudad (Inmune Records)
- 2011: Imperios Por Derrumba (Vegan Records)

### Musikvideos
- Regreso